# Rational Youth
Rational Youth – kanadyjski zespół new wave założony w Montrealu przez Tracy Howe i Billa Vorna.
Oboje artystów czerpało swe inspiracje z twórczości niemieckich pionierów synth popu, grupy Kraftwerk. W 1999 wraz z nowym składem klawiszowców Jean-Claude Cutzem oraz Dave'em Routem zrealizowali pierwszy od 14 lat album To the Goddess Electricity. Rational Youth przez 2 lata prowadzili trasę koncertową przez całą Skandynawię. Jej kulminacją był koncert zrealizowany 3 listopada 2001 na sztokholmskim Tinitus Festival.

## Skład
- Tracy Howe – wokal, syntezator, gitara (1981–2002)
- Bill Vorn (real name Yves Bilodeau) – syntezator, vocoder (1981–1982; 1996–1997)
- Mario Spezza – syntezator (1981)
- Kevin Komoda – syntezator (1982–1983)
- Denis Duran – bas (1983)
- Angel Calvo – perkusja (1983)
- Rick Joudrey – bas (1985–1986)
- Owen Tennyson – perkusja (1985–1986)
- Kevin Breit – gitary (1985–1986)
- Peter McGee – gitary, instrumenty klawiszowe (1984–1986)
- Dave Rout – syntezator (1997–1999)
- Jean-Claude Cutz – syntezator (1997–2001)
- Dee Long – gitary, instrumenty klawiszowe, programowanie syntezatora Fairlight
- Ken Sinnaeve – bas
- David Quinton – perkusja
- Gary Boigon – saksofon altowy i tenorowy
- Joel Zifkin – skrzypce

## Dyskografia

### Albumy
- 1983 – Cold War Night Life
- 1985 – Heredity
- 1999 – To The Goddess Electricity

### EP / Single
- 1981 – I Want To See The Light
- 1982 – Cité Phosphore
- 1982 – City Of Night
- 1983 – Rational Youth
- 1983 – Saturdays In Silesia
- 1984 – Dancing On The Berlin Wall
- 1985 – Bang On
- 1985 – Call Me
- 1985 – No More And No Less
- 1998 – 3 Remixes For The New Cold War